# Озеров Юрій Вікторович
Озеров Юрій Вікторович (5 липня 1928 — 25 лютого 2004) — радянський баскетболіст.
Срібний призер Олімпійських Ігор 1952, 1956 років.
Чемпіон Європи 1953, 1957 років, бронзовий призер 1955 року.